# Marple
Marple är en ort i distriktet Stockport, Storbritannien. Den ligger i grevskapet Greater Manchester och riksdelen England, i den centrala delen av landet, 250 km nordväst om huvudstaden London. Marple ligger 147 meter över havet och antalet invånare är 18 886.
Terrängen runt Marple är kuperad österut, men västerut är den platt. Runt Marple är det tätbefolkat, med 881 invånare per kvadratkilometer. Närmaste större samhälle är Stockport, 6,5 km väster om Marple. Trakten runt Marple består i huvudsak av gräsmarker.